# Barbara Wituszyńska

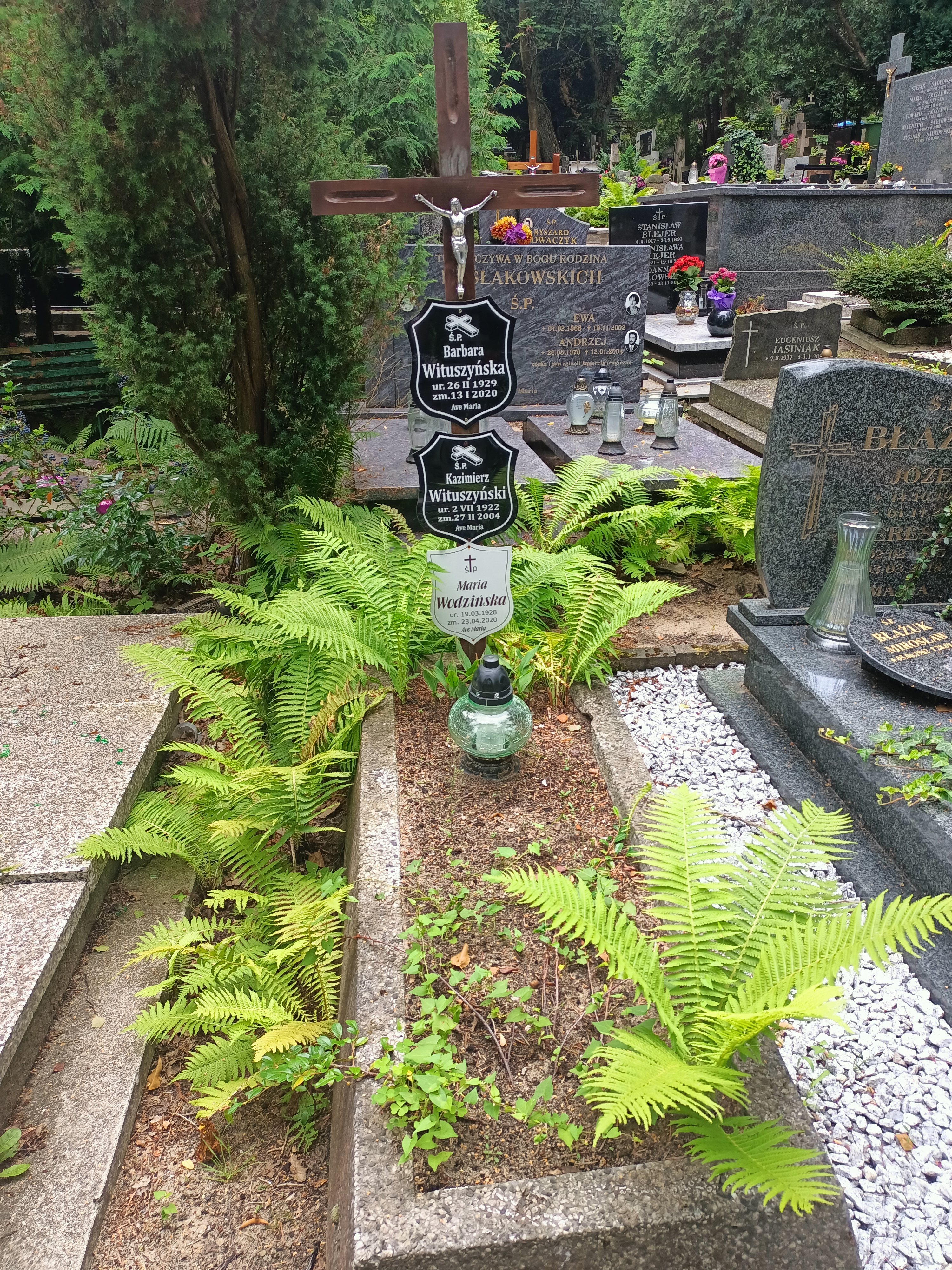
Grób Barbary Wituszyńskiej na cmentarzu katolickim w Sopocie

Barbara Wituszyńska (ur. 1929, zm. 13 stycznia 2020) – polska farmaceutka, dr hab..

## Życiorys
Obroniła pracę doktorską, następnie uzyskała stopień doktora habilitowanego. Została zatrudniona na stanowisku profesora w Katedrze i Zakładzie Bromatologii na Wydziale Farmaceutycznym z Oddziałem Medycyny Laboratoryjnej Akademii Medycznej w Gdańsku.
Zmarła 13 stycznia 2020.